# Mihai Viteazu, Călărași
Mihai Viteazu este un sat în comuna Vlad Țepeș din județul Călărași, Muntenia, România.